# Barnabas Enjoy
Barnabas Enjoy (ur. 10 maja 1980 na Wyspach Cooka) – piłkarz z Wysp Cooka grający na pozycji obrońcy w tamtejszym Takuvaine Rarotonga, były reprezentant Wysp Cooka.

## Kariera klubowa
Enjoy od początku kariery jest związany z Takuvaine Rarotonga, czyli od 2000 roku. Z tym klubem odniósł tylko jeden ważny triumf, zdobył Puchar Wysp Cooka w 2006 roku.

## Kariera reprezentacyjna
Enjoy w reprezentacji Wysp Cooka zadebiutował w 2001 roku wchodząc z ławki rezerwowych. W reprezentacji Wysp Cooka grał tylko rok. W tym czasie zaliczył 2 występy, za każdym razem wchodząc z ławki rezerwowych.